# Vila Nova de Santo André
Vila Nova de Santo André oder kurz Santo André ist eine portugiesische Gemeinde und Stadt (Cidade), die zum Kreis Santiago do Cacém gehört. Sie nimmt eine Fläche von 75,1 km² ein und hat 10.309 Einwohner (Stand 19. April 2021), das ergibt eine Bevölkerungsdichte von 137 Einwohnern pro km².

## Geschichte
Der Ort erhielt im Jahre 2003 die Stadtrechte. Zur Gemeinde Santo André gehört auch das Naturschutzgebiet um den Lagoa de Santo André (einem natürlichen Lagunensee mit Meerwasser) sowie dem Strandort von Santo André mit kilometerlangem Sandstrand, welcher in den letzten Jahren immer mehr Bedeutung in Hinblick auf touristische Aktivitäten gewonnen hat.
Die eigentliche Stadt Vila Nova de Santo André liegt einige Kilometer entfernt von der Küste im Hinterland. Die Stadt wurde zusammen mit dem petrochemischen Industriekomplex von Sines gebaut, deshalb wohnen viele Arbeiter und Angestellte des Industriestandorts dort.

## Historische Bauwerke
- Kirche von Nossa Senhora da Graça und die Quelle von Nossa Senhora da Graça

## Galerie

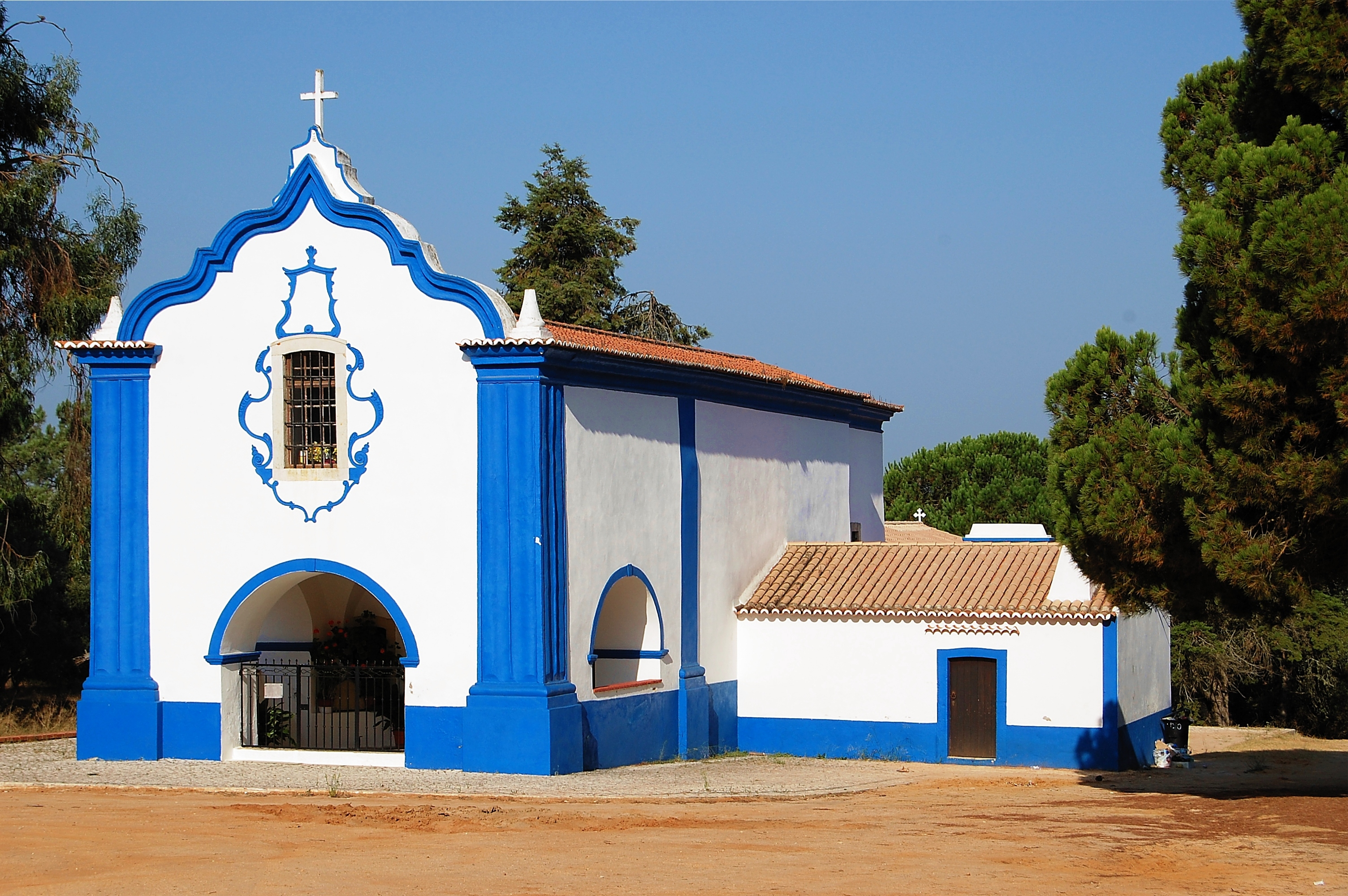
Historische Kirche in V.N. de Santo André
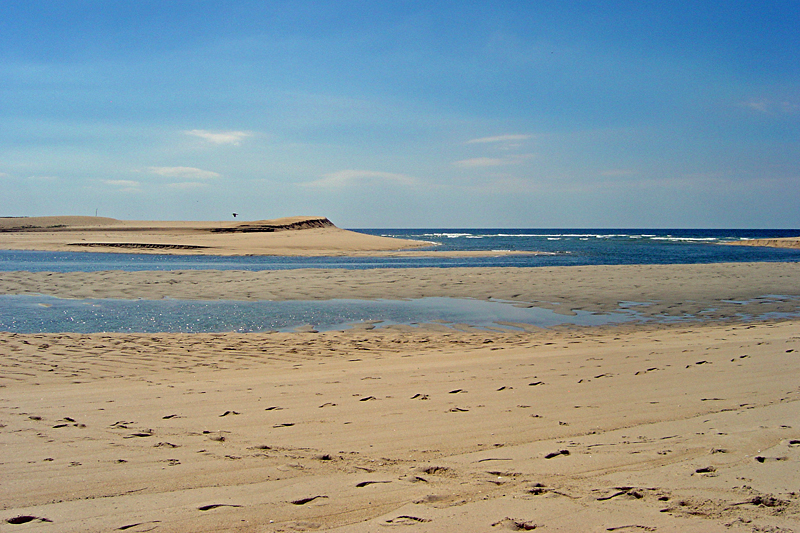
Badestrand von Lagoa de Santo André